# Il n'était pas une fois
Il n'était pas une fois (Once, Upon Time) est le troisième chapitre de la treizième saison de la seconde série télévisée Doctor Who, intitulée Doctor Who : Flux. Il a été diffusé le 14 novembre 2021 sur BBC One.

## Distribution
- Jodie Whittaker – Treizième Docteur
- Mandip Gill – Yasmin Khan
- John Bishop – Dan Lewis
- Thaddea Graham – Bel
- Rochenda Sandall – Azur (Azure en VO)
- Sam Spruell – Maelström (Swarm en VO)
- Jacob Anderson – Vinder
- Nadia Albina – Diane
- Jo Martin – Le Docteur fugitif
- Steve Oram – Joseph Williamson
- Craig Parkinson – Le Grand Serpent
- Bhavnisha Parmar – Sonya Khan
- Matthew Needham – Maelström âgé
- Craige Els – Karvanista
- Barbara Flynn – Awsok
- Jonny Mathers – Le Passager
- Chantelle Pierre – Officier de Police
- Nicholas Briggs – Voix des Cybermen
- Amanda Drew – Voix des Mouri
- Nigel Lambert – Prêtre Triangle

## Résumé
Alors que le Flux continue de ravager l'univers, les Daleks, les Cybermen et les Sontariens occupent la plupart des planètes restantes. Dans le temple d'Atropos, le Docteur prend également la place d'une Prêtresse Mouri pour empêcher Maelström de prendre le contrôle du temps. Elle déclenche une tempête temporelle, qui envoie Yaz, Dan, Vinder et le Docteur dans leur passé.
Dan vit son rendez-vous avec son amoureuse Diane, jusqu'à ce que le Docteur apparaisse sous la forme d'un hologramme et qu'un allié de Maelström, le Passager, enlève Diane. Yaz parle avec sa partenaire policière et essaie d'apprendre à sa sœur un jeu vidéo, mais voit le Docteur à la place. Vinder revit à contrecœur la période où il aidait le Grand Serpent dictatorial, et sa rétrogradation à un avant-poste éloigné après avoir révélé les méfaits du Serpent, avec Yaz comme supérieur et le Docteur comme hologramme.
Sur une lointaine planète, Bel, une survivante du Flux, échappe à des Daleks dans une forêt, trouve un vaisseau Lupari et s'échappe vers le secteur Cybermen. Son vaisseau est abordé, mais elle parvient à tuer tous les Cybermen, et révèle au dernier ses motivations avant de l'achever : elle est à la recherche de son amant, Vinder. Pour réconforter leur enfant à naître, Bel repasse le seul message vidéo que Vinder a pu lui envoyer après sa rétrogradation il y a des années.
De son côté, le Docteur récupère les souvenirs de son ancienne incarnation de Docteur Fugitif et de trois autres officiers de la Division, parmi lesquels le Lupari Karvanista, attaquant le Temple pour affronter Maelström et Azur. Maelström apparait sous sa forme originale et a à ses côtés des êtres appelés les Passagers, chacun stockant des centaines de milliers d'essences de vie dans leur corps. Le Docteur Fugitif a secrètement caché six puissantes Prêtresses Mouri à l'intérieur d'un Passager, et les a libérées pour arracher le contrôle du temple à Maelström et Azur.
Renvoyée dans la tempête temporelle, le Docteur retrouve les Mouri et les supplie de lui montrer d'autres souvenirs passés, mais elles refusent, pour la protéger des effets de la tempête. Le Docteur est alors envoyé auprès d'Awsok, une ancienne entité mystérieuse, qui la réprimande, affirmant que la mission du Docteur est futile. Awsok révèle que le Flux a été créé délibérément et que c'est la faute du Docteur.
Le Docteur ramène Yaz, Dan et Vinder dans le présent. Azur révèle qu'ils savaient ce que le Docteur ferait et l'ont amené à Atropos exprès. Maelström révèle la capture de Diane dans le Passager qui l'accompagne, et le Docteur et Vinder promettent d'aider Dan à la récupérer alors que Maelström, Azur et le Passager quittent le temple. Le Docteur utilise le TARDIS pour ramener Vinder sur sa planète natale ravagée et lui donne un appareil pour la contacter. Après avoir décollé, un Ange Pleureur surgit du téléphone de Yaz et saisit la console du TARDIS.

## Réception critique
Sur Rotten Tomatoes, un site Web d'agrégateur de critiques, 6 critiques sur 8 ont donné à l'épisode une critique positive, avec une note moyenne de 7,2/10. Patrick Mulkern, critique pour Radio Times, a déclaré que l'épisode était "l'un des les épisodes les plus vertigineux et les plus déroutants de Doctor Who." The Independent partage cet avis, qualifiant l'épisode de "désordre sans signification", mais a déclaré qu'il y avait des "moments d'espoir" parmi les "intrigues déconcertantes". Michael Hogan de The Telegraph a qualifié l'épisode comme étant "désorientant".